# クドカ・ベキ
クドカ・ベキ（モンゴル語: Хутуга бэх Quduqa Beki、中国語: 忽都合別乞、生没年不詳）は、13世紀初頭にチンギス・カンに仕えたオイラト部族長。『元朝秘史』などの漢文史料では忽都合別乞(hūdōuhébiéqǐ)、『集史』などのペルシア語史料ではقوتوق بیكی（qūtūqa bīkī）と記される。クトゥカ・ベキとも。
クドカ・ベキの一族はチンギス・カン家と密接な姻戚関係を構築し、第4代皇帝モンケ・カアンの治世にはモンゴル帝国における最大の姻族に成長したが、モンケ死後に勃発した帝位継承戦争を境に姻族としての地位は低下した。15世紀以後史料上に現れる、ドルベン・オイラト（4オイラト部族連合）に属するホイト部の支配者はクドカ・ベキの子孫を称しており、クドカ・ベキ一族の末裔であると見られている。

## 概要
『集史』「オイラト部族史」には「［オイラト部族は］常に一人の支配者、一人の首長を持っていた」と記されており、クドカ・ベキは12世紀末から13世紀初頭にかけてのオイラト部族唯一の長であった。
クドカ・ベキが史料上に現れ始めるのは1202年からのことで、この時クドカ・ベキはオイラト軍を率いてナイマン部のタヤン・カン、メルキト部のトクトア・ベキらとともに同盟軍を結成し、モンゴル部のチンギス・カンとケレイト部のオン・カンの連合軍に敵対したが、寒気のためこの時は目的を達さず退却した。
この後、チンギス・カンは敵対する部族を各個撃破し、同盟軍たるケレイト部をも打倒し、最終的にナイマン部を征服することで1206年にモンゴル高原の統一を果たした。この時点でオイラト部のクドカ・ベキは未だチンギス・カンに服属していなかったが、1208年にモンゴル高原西北部の「ホイン・イルゲン（森林の民）」征服が始まるとクドカ・ベキは率先して降伏し、ホイン・イルゲンの征服を手伝った。
チンギス・カンはこのクドカ・ベキの功績を称えて「［クドカ・ベキこそ］先に帰順して、万のオイラトを率いてきた者ぞ」と語り、その地位を保証するとともに自らの娘チチェゲンをクドカ・ベキの子のトレルチに嫁がせた。なお、トレルチとチチェゲンの婚姻はクドカ・ベキの娘のオグルトトミシュとチンギス・カンの子のトルイの婚姻とあわせて「姉妹交換婚」になる予定であったが、正式にオグルトトミシュを娶る前にトルイが亡くなったため、代わりにトルイの長男のモンケがオグルトトミシュを娶ることになった。しかし、オグルトトミシュとモンケの婚姻が切っ掛けとなってモンケの治世においてクドカ・ベキ家は姻族としての大幅な勢力拡大に成功することとなる。
この後のクドカ・ベキの事蹟と没年については記録がない。17世紀以後に編纂されたモンゴル年代記、『シラ・トージ』ではホイト部の首領がクドカ・ベキの末裔であると述べられており、クドカ・ベキの血統ははるか後代にまで存続していたことが確認される。

## オイラト部クドカ・ベキ王家
- クドカ・ベキ（Quduqa Beki ＞忽都合別乞/hūdōuhébiéqǐ,قوتوق بیكی/qūtūqa bīkī）…オイラト部の統治者で、チンギス・カンに降る
  - イナルチ（Inalči ＞亦納勒赤/yìnàlèchì,اینالجی/īnāljī）…ジョチの娘のコルイ・エゲチを娶る
    - ウルド（Uldu ＞اولدو/ūldū）
      - ニグベイ（Nigübei ＞نیكبی/nīkbei）
      - アク・テムル（Aq Temür ＞اقو تیمور/āqū tīmūr）

  - トレルチ・キュレゲン（Törelči ＞脱劣勒赤/tuōlièlèchì,تورالجی كوركان/tūrāljī kūrkān）…チンギス・カンの娘のチチェゲンを娶る
    - ブカ・テムル（Buqa Temür ＞بوكا تیمور/būqā tīmūr）
      - チョバン・キュレゲン（Čoban ＞جوبان كوركان/jūban kūrkān）…アリクブケの娘のノムガンを娶る
      - チャキル・キュレゲン（Čakir ＞جاقر كوركان/jāqir kūrkān）…フレグの娘のモングルゲンを娶る
        - タラカイ・キュレゲン（Taraqai ＞ترقای كوركان/taraqāī kūrkān）…父のチャキルの死後、フレグの娘のモングルゲンをレビラト婚で娶った

      - ノルン・カトン（Nölün qatun ＞نولون خاتون/nūlūn khātūn）…フレグの子のジョムクルに嫁ぐ

    - ブルトア・キュレゲン（Burto'a ＞بورتوا/būrtūā）…名称は不明だが、チンギス・カン家の女性を娶る
    - バルス・ブカ・キュレゲン（Bars buqa ＞بارس بوقا/bārs būqā）…トルイの娘のエルテムルを娶る
      - ベクレミシュ・キュレゲン（Beklemiš ＞別吉里迷失/biéjílǐmíshī,بیكلمیش/bīklamīsh）…名称は不明だが、チンギス・カン家の女性を娶る
      - シーラップ・キュレゲン（Širap ＞沙藍/shālán,شیراپ/shīrāp）…名称は不明だが、チンギス・カン家の女性を娶る
      - エメゲン・カトン（Emegen qatun ＞امكان خاتون/āmkān khātūn）…アリクブケ家のメリク・テムルに嫁ぐ

    - エルチクミシュ・カトン（Elčiqmiš qatun ＞یلجیقمیش خاتون/īljīqmīsh khātūn）…トルイ家のアリクブケに嫁ぐ
    - クイク・カトン（Küik qatun ＞كویك خاتون/kūīk khātūn）…トルイ家のフレグに嫁ぐ
    - オルガナ・カトン（Orγana qatun ＞اورقنه خاتون/ūrqana khātūn）…チャガタイ家のカラ・フレグに嫁ぐ
    - クチュ・カトン（Küčü qatun ＞كوجو خاتون/kūjū khātūn）…ジョチ家のトクカンに嫁ぐ
    - オルジェイ・カトン（Öiǰei qatun ＞اولجای خاتون/ūljāī khātūn）…トルイ家のフレグに嫁ぐ

  - オグルトトミシュ（Oγul tutmiš ＞اوغول توتمیش/ūghūl tūtmīsh）…トルイ家のモンケ・カアンに嫁ぐ

## 延安公主
1. コルイ・エゲチ公主(Qolui egeči ＞火魯/huŏlŭ,قولوی یکاجی/qūlūy īkājī)…ジョチの娘で、イナルチに嫁ぐ
2. チチェゲン公主(Čičegen ＞闍闍干/shéshégàn,جیجاکان/jījākān)…チンギス・カンの娘で、トレルチに嫁ぐ
3. トクトクイ公主(Toqtoqui ＞脱脱灰/tuōtuōhuī)…クビライ・カアンの孫娘で、トゥマンダルに嫁ぐ
4. □□公主…名前や出自は伝わっていないが、ベクレミシュに嫁ぐ
5. □□公主…名前や出自は伝わっていないが、シーラップに嫁ぐ
6. 延安公主…名前や出自は伝わっていないが、延安王エブゲンに嫁ぐ

### 『元史』に記載のないクドカ・ベキ家に嫁いだチンギス・カン家の女性
1. エルテムル(Eltemür ＞یلتمور/īltīmūr)…トルイの娘で、バルス・ブカに嫁ぐ
2. モングルゲン(Möngülügen ＞منکولوقان/munkūlūkān)…フレグの娘で、チャキル、タラカイ父子に嫁ぐ
3. ノムガン(Nomuγan ＞نوموغان/nūmūghān)…アリクブケの娘で、チョバンに嫁ぐ